# Golovinomyces cynoglossi
Golovinomyces cynoglossi är en svampart som först beskrevs av Carl (Karl) Friedrich Wilhelm Wallroth, och fick sitt nu gällande namn av V.P. Heluta 1988. Golovinomyces cynoglossi ingår i släktet Golovinomyces och familjen Erysiphaceae.   Inga underarter finns listade i Catalogue of Life.
I den svenska databasen Dyntaxa används istället namnet Erysiphe cynoglossi för samma taxon.  Arten är reproducerande i Sverige.